# Президентские выборы на Кипре (1993)
Президентские выборы на Кипре 1993 года проходили в два тура 7 и 14 февраля. После первого тура лидировал президент Георгиос Василиу от Прогрессивной партии трудового народа Кипра. Однако, во втором туре он уступил Глафкосу Клиридису (Демократическое объединение). Таким образом, получилась противоположная ситуация по сравнению с предыдущими выборами 1988 года, когда Клиридис побеждал в первом туре, но во втором туре уступил Василиу. Явка в первом туре составила 92,4%, во втором — 93,3%.

## Результаты
| Кандидат                          | Партия                                      | 1-й тур | 1-й тур | 2-й тур | 2-й тур |
| Кандидат                          | Партия                                      | Голоса  | %       | Голоса  | %       |
| --------------------------------- | ------------------------------------------- | ------- | ------- | ------- | ------- |
| Глафкос Клиридис                  | Демократическое объединение                 | 130 663 | 36,7    | 178 945 | 50,3    |
| Георгиос Василиу                  | Прогрессивная партия трудового народа Кипра | 157 027 | 44,2    | 176 769 | 49,7    |
| Пасхалис Пасхалидис               |                                             | 66 300  | 18,6    |         |         |
| Георгиос Маврогенис               |                                             | 890     | 0,3     |         |         |
| Гианнакис Талиотис                |                                             | 755     | 0,2     |         |         |
| Недействительные/пустые бюллетени | Недействительные/пустые бюллетени           | 8 483   | –       | 11 760  | –       |
| Всего                             | Всего                                       | 364 118 | 100     | 367 474 | 100     |
| Источник: Nohlen & Stöver         |                                             |         |         |         |         |